# Aquilaria malaccensis
Trầm hương hay dó bầu hay còn gọi là cây tóc (danh pháp hai phần: Aquilaria malaccensis) là một loài thực vật thuộc họ Trầm. Loài này có ở Bangladesh, Bhutan, Ấn Độ, Indonesia, Iran, Lào, Malaysia, Myanmar, Philippines, Singapore, Thái Lan. Cũng có thể có ở Việt Nam. Chúng hiện đang bị đe dọa vì mất môi trường sống. Trầm hương được khai thác chủ yếu để làm đồ gỗ, nhang, vòng bởi mùi hương đặc trưng của nó.

## Hình ảnh

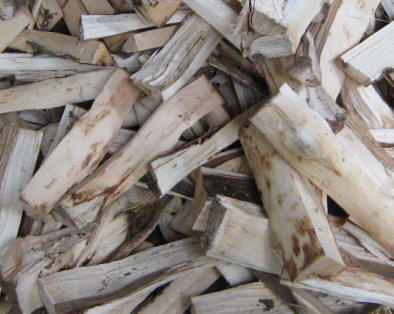